# Abans de la posta
Abans de la posta (títol original en anglès: Before Sunset) és una pel·lícula estatunidenca de Richard Linklater estrenada el 2005. Es tracta de la continuació d'Abans de l'alba. Ha estat doblada al català.

## Argument
Han passat nou anys des de la trobada de Jesse i Celine a Viena (Abans de l'alba). Jesse s'ha fet un escriptor d'èxit, Céline una militant ecologista. Mentre que Jesse respon a una entrevista i dedica els seus llibres en una llibreria anglòfona de París (Shakespeare and Company), apareix Celine. Aquesta s'ha vist retratada en el personatge de l'últim llibre de Jesse. Decideixen caminar una mica pels carrers de París.
Es descobreix que Celine no va poder anar a la cita que s'havien fixat sis mesos després de la seva trobada a Viena. Explica a Jesse que havia hagut d'anar a l'enterrament de la seva àvia. En nou anys, han passat moltes coses, i Jesse és casat i pare. Jesse i Celine es lamenten molt de no haver-se vist durant tot aquest temps, i de no haver intercanviat les seves adreces. Després d'un passeig en vaixell de passeig sobre el Sena, Jesse acompanya Celine a casa seva, al seu pis.

## Repartiment
- Ethan Hawke: Jesse
- Julie Delpy: Celine
- Vernon Dobtcheff: Gerent de la llibreria
- Louise Lemoine Torrès: Periodista 1
- Rodolphe Pauly: Periodista 2
- Mariane Plasteig: Cambrera
- Diabolo: Philippe
- Denis Evrard: Empleat del vaixell
- Albert Delpy: Home de la braseria
- Marie Pillet: Dona al tribunal

## Premis i nominacions

### Premis
- 2004. National Board of Review menció especial a la millor pel·lícula
- 2004. San Francisco Film Critics Circle a la millor actriu per Julie Delpy
- 2005. Empire Awards a la millor actriu per Julie Delpy

### Nominacions
- 2004. Os d'Or
- 2005. Oscar al millor guió adaptat per Richard Linklater, Julie Delpy, Ethan Hawke i Kim Krizan